# Сосновка (Руднянський район)
Сосновка (рос. Сосновка) — село у Руднянському районі Волгоградської області Російської Федерації.
Населення становить 503  особи. Входить до складу муніципального утворення Сосновське сільське поселення.

## Історія
Село розташоване у межах українського історичного та культурного регіону Жовтий Клин.
Згідно із законом від 21 грудня 2004 року № 968-ОД органом місцевого самоврядування є Сосновське сільське поселення.

## Населення
| 2010 | 2012 | 2013 | 2014 | 2015 | 2016 | 2017 |
| ---- | ---- | ---- | ---- | ---- | ---- | ---- |
| 582  | ↘571 | ↘552 | ↘551 | ↘528 | ↘517 | ↘503 |